# بحر بيتشورا

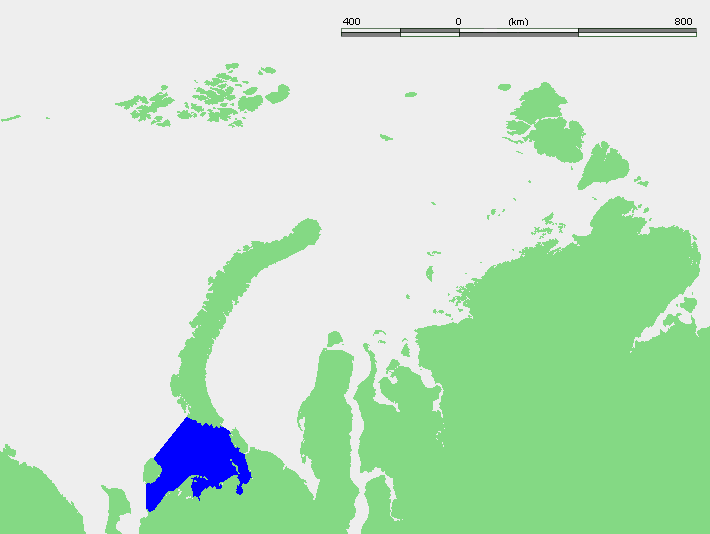
موقع بحر بيتشورا

بحر بيتشورا (بالإنجليزية: Pechora Sea)‏ (بالروسية: Печо́рское мо́ре)، هو بحر يقع في شمال غرب روسيا، في المنطقة الجنوبية من بحر بارنتس. حدوده الجنوبية تقابل جزيرة كولغوييف، بينما حدود الشرقية هي السواحل الغربية لجزيرة فايغاش وشبه جزيرة يوگورسكي، والحدود الشرقية تمثل الحافة الجنوبية لنوفايا زيمليا. بحر بيتشورا ضحل، ويبلغ متوسط عمقه 230 متر (750 قدم). في المنطقة الجنوبية من البحر يجري شرقاً تيار كولگويڤ. هناك بعض الجزر بالقرب من الشاطئ، أكبرها جزيرة دولگي. بحر بيتشورا مغلق بالجليد الطافي من نوفمبر حتى يونيو. النهر الرئيسي الذي يصب في بحر بيتشورا هو نهر بيتشورا. بحر بيتشورا موقع مهم لصيادي الأسماك ولمكتشفي النفط والغاز.